# Mizuki Fujii
Mizuki Fujii (japanska: 藤井 瑞希?), född den 5 augusti 1988 i Ashikita, Japan, är en japansk badmintonspelare. Vid badmintonturneringen i dubbel under OS 2012 i London deltog hon för Japan tillsammans med Reika Kakiiwa och tog silver.